# Guilherme I de Turenne
Guilherme I de Turenne (ca. 995 — 1037) foi um nobre da Alta Idade Média francesa, tendo sido detentor do título de 5.º visconde de Turenne, que corresponde á atual comuna francesa da região administrativa de Limousin, no departamento de Corrèze.

## Relações familiares
Foi filho de Ebles Comborn de Turenne (953 — 1030) 2.º visconde de Comborn, 4.º visconde de Turenne e de Beatriz da Normandia (c. 955 - ?), filha de Ricardo I da Normandia (Fécamp, Normandia, 28 de Agosto de 933 - Fécamp, 20 de Novembro de 996) e Duque da Normandia e de Gunnora da Dinamarca (936 - 1031).
Do seu casamento com Sulpícia de Turenne, teve:
1. Bosão I de Turenne (c. 1030 — 1096) foi o 6.º visconde de Turenne que foi casado com Gerberga de Terrasson (1050 — ?).